# Freestyle-Skiing-Weltcup 1995/96
Die Saison 1995/96 war die 17. Saison des von der Fédération Internationale de Ski (FIS) veranstalteten Freestyle-Skiing-Weltcups. Sie begann am 6. Dezember 1995 in Tignes und endete am 23. März 1996 in Meiringen-Hasliberg. Ausgetragen wurden Wettbewerbe in den Disziplinen Aerials (Springen), Moguls (Buckelpiste), Dual Moguls (Parallelbuckelpiste), Ballett und in der Kombination.
Erstmals wurden Wettkämpfe im Dual Moguls ausgetragen. Kombinationen fanden nur noch bei den Herren statt.

## Männer

### Weltcupwertungen
| Rang | Name              | Punkte |
| ---- | ----------------- | ------ |
| 1.   | Jonny Moseley     | 203    |
| 2.   | David Belhumeur   | 144    |
| 3.   | Heini Baumgartner | 99     |
| 4.   | Rune Kristiansen  | 98     |
| 5.   | Ian Edmondson     | 94     |
| 6.   | Sébastien Foucras | 92     |
| 7.   | Jean-Luc Brassard | 92     |
| 8.   | Christian Rijavec | 90     |
| 9.   | Antti Inberg      | 90     |
| 10.  | Fabrice Ougier    | 90     |

| Rang | Name              | Punkte |
| ---- | ----------------- | ------ |
| 1.   | Sébastien Foucras | 832    |
| 2.   | Christian Rijavec | 808    |
| 3.   | Eric Bergoust     | 772    |
| 4.   | Alexis Blanc      | 768    |
| 5.   | Lloyd Langlois    | 764    |
| 6.   | Nicolas Fontaine  | 732    |
| 7.   | Wassil Warabjou   | 684    |
| 8.   | David Belhumeur   | 664    |
| 9.   | Mariano Ferrario  | 656    |
| 10.  | Matt Chojnacki    | 620    |

| Rang | Name              | Punkte |
| ---- | ----------------- | ------ |
| 1.   | Jean-Luc Brassard | 732    |
| 2.   | Jonny Moseley     | 724    |
| 3.   | Fabrice Ougier    | 716    |
| 4.   | Stéphane Rochon   | 704    |
| 5.   | Jim Moran         | 628    |
| 6.   | John Smart        | 612    |
| 7.   | Jesper Rönnbäck   | 580    |
| 8.   | Garth Hager       | 572    |
| 9.   | Laurent Niol      | 552    |
| 10.  | Troy Benson       | 528    |

| Rang | Name            | Punkte |
| ---- | --------------- | ------ |
| 1.   | Jesper Rönnbäck | 212    |
| 2.   | Stéphane Rochon | 192    |
| 3.   | Jonny Moseley   | 184    |
| 3.   | John Smart      | 184    |
| 5.   | Jim Moran       | 160    |
| 6.   | Fabrice Ougier  | 132    |
| 7.   | Andrei Iwanow   | 116    |
| 7.   | Johann Grégoire | 116    |
| 9.   | Craig Rodman    | 100    |
| 9.   | Fabien Bertrand | 100    |

| Rang | Name              | Punkte |
| ---- | ----------------- | ------ |
| 1.   | Heini Baumgartner | 696    |
| 2.   | Rune Kristiansen  | 684    |
| 3.   | Ian Edmondson     | 656    |
| 4.   | Antti Inberg      | 628    |
| 5.   | Steven Roxberg    | 600    |
| 6.   | Konrad Hilpert    | 592    |
| 7.   | Jason Bodnar      | 552    |
| 8.   | Mike McDonald     | 544    |
| 9.   | Mark Pigott       | 476    |
| 10.  | Jonny Moseley     | 472    |

### Podestplätze

#### Moguls
| Datum             | Ort                 | Disz. | 1. Platz          | 2. Platz          | 3. Platz          |
| ----------------- | ------------------- | ----- | ----------------- | ----------------- | ----------------- |
| 10. Dezember 1995 | Tignes              | MO    | Jean-Luc Brassard | Olivier Cotte     | Fabrice Ougier    |
| 16. Dezember 1995 | La Plagne           | MO    | Troy Benson       | Jim Moran         | Fabrice Ougier    |
| 5. Januar 1996    | Lake Placid         | MO    | Jonny Moseley     | Jim Moran         | Troy Benson       |
| 13. Januar 1996   | Blackcomb           | MO    | Jonny Moseley     | Jim Moran         | Stéphane Rochon   |
| 19. Januar 1996   | Breckenridge        | MO    | Stéphane Rochon   | Jonny Moseley     | Laurent Niol      |
| 27. Januar 1996   | Mont-Tremblant      | MO    | Stéphane Rochon   | Fabrice Ougier    | Jonny Moseley     |
| 4. Februar 1996   | Kirchberg           | MO    | Jean-Luc Brassard | Jonny Moseley     | Johann Grégoire   |
| 14. Februar 1996  | La Clusaz           | MO    | Jean-Luc Brassard | Troy Benson       | Laurent Niol      |
| 6. März 1996      | Hundfjället         | MO    | Stéphane Rochon   | Jesper Rönnbäck   | Jean-Luc Brassard |
| 15. März 1996     | Zauchensee          | MO    | Jim Moran         | Jean-Luc Brassard | John Smart        |
| 23. März 1996     | Meiringen-Hasliberg | MO    | Takehiro Sakamoto | Jean-Luc Brassard | Richard Gay       |

#### Dual Moguls
| Datum             | Ort         | Disz. | 1. Platz        | 2. Platz        | 3. Platz        |
| ----------------- | ----------- | ----- | --------------- | --------------- | --------------- |
| 11. Dezember 1995 | Tignes      | DM    | Fabien Bertrand | Stéphane Rochon | Anders Jonell   |
| 15. Februar 1996  | La Clusaz   | DM    | Craig Rodman    | Alex Wilson     | Fabrice Ougier  |
| 7. März 1996      | Hundfjället | DM    | Jesper Rönnbäck | Stéphane Rochon | Kurre Lansburgh |

#### Aerials
| Datum             | Ort            | Disz. | 1. Platz          | 2. Platz          | 3. Platz         |
| ----------------- | -------------- | ----- | ----------------- | ----------------- | ---------------- |
| 9. Dezember 1995  | Tignes         | AE    | Eric Bergoust     | David Belhumeur   | Jonathan Sweet   |
| 15. Dezember 1995 | La Plagne      | AE    | Alexis Blanc      | Sébastien Foucras | Kris Feddersen   |
| 20. Dezember 1995 | Piancavallo    | AE    | Alexis Blanc      | Kris Feddersen    | Lloyd Langlois   |
| 5. Januar 1996    | Lake Placid    | AE    | Christian Rijavec | Lloyd Langlois    | Wassil Warabjou  |
| 20. Januar 1996   | Breckenridge   | AE    | Wassil Warabjou   | Christian Rijavec | Nicolas Fontaine |
| 25. Januar 1996   | Mont-Tremblant | AE    | Sébastien Foucras | Christian Rijavec | Nicolas Fontaine |
| 28. Januar 1996   | Mont-Tremblant | AE    | Christian Rijavec | Alexis Blanc      | Britt Swartley   |
| 3. Februar 1996   | Kirchberg      | AE    | Eric Bergoust     | Christian Rijavec | Lloyd Langlois   |
| 10. Februar 1996  | Oberjoch       | AE    | Alexis Blanc      | Sébastien Foucras | Nicolas Fontaine |
| 16. Februar 1996  | La Plagne      | AE    | Sébastien Foucras | Eric Bergoust     | Nicolas Fontaine |
| 9. März 1996      | Hundfjället    | AE    | Alexis Blanc      | Sébastien Foucras | Kip Griffin      |
| 16. März 1996     | Zauchensee     | AE    | Eric Bergoust     | Matt Chojnacki    | Mariano Ferrario |

#### Ballett
| Datum             | Ort                 | Disz. | 1. Platz          | 2. Platz          | 3. Platz         |
| ----------------- | ------------------- | ----- | ----------------- | ----------------- | ---------------- |
| 6. Dezember 1995  | Tignes              | AC    | Heini Baumgartner | Ian Edmondson     | Jason Bodnar     |
| 14. Dezember 1995 | La Plagne           | AC    | Heini Baumgartner | Ian Edmondson     | Antti Inberg     |
| 12. Januar 1996   | Blackcomb           | AC    | Heini Baumgartner | Ian Edmondson     | Rune Kristiansen |
| 18. Januar 1996   | Breckenridge        | AC    | Rune Kristiansen  | Heini Baumgartner | Antti Inberg     |
| 26. Januar 1996   | Mont-Tremblant      | AC    | Rune Kristiansen  | Heini Baumgartner | Ian Edmondson    |
| 1. Februar 1996   | Kirchberg           | AC    | Rune Kristiansen  | Heini Baumgartner | Ian Edmondson    |
| 10. Februar 1996  | Oberjoch            | AC    | Rune Kristiansen  | Heini Baumgartner | Steven Roxberg   |
| 8. März 1996      | Hundfjället         | AC    | Heini Baumgartner | Rune Kristiansen  | Ian Edmondson    |
| 16. März 1996     | Zauchensee          | AC    | Heini Baumgartner | Rune Kristiansen  | Ian Edmondson    |
| 22. März 1996     | Meiringen-Hasliberg | AC    | Heini Baumgartner | Antti Inberg      | Konrad Hilpert   |

#### Kombination
| Datum           | Ort            | Disz. | 1. Platz        | 2. Platz        | 3. Platz |
| --------------- | -------------- | ----- | --------------- | --------------- | -------- |
| 20. Januar 1996 | Breckenridge   | CO    | Jonny Moseley   | David Belhumeur | –        |
| 25. Januar 1996 | Mont-Tremblant | CO    | Jonny Moseley   | David Belhumeur | –        |
| 28. Januar 1996 | Mont-Tremblant | CO    | Jonny Moseley   | David Belhumeur | –        |
| 4. Februar 1996 | Kirchberg      | CO    | Jonny Moseley   | David Belhumeur | –        |
| 9. März 1996    | Hundfjället    | CO    | Jonny Moseley   | David Belhumeur | –        |
| 16. März 1996   | Zauchensee     | CO    | David Belhumeur | Aleh Kuleschou  | –        |

## Frauen

### Weltcupwertungen
| Rang | Name                  | Punkte |
| ---- | --------------------- | ------ |
| 1.   | Katherina Kubenk      | 117    |
| 2.   | Donna Weinbrecht      | 99     |
| 3.   | Jelena Batalowa       | 99     |
| 4.   | Tatjana Mittermayer   | 96     |
| 5.   | Candice Gilg          | 96     |
| 6.   | Annika Johansson      | 96     |
| 7.   | Colette Brand         | 96     |
| 8.   | Veronica Brenner      | 95     |
| 9.   | Oxana Kuschtschenko   | 92     |
| 10.  | Natalija Rasumowskaja | 90     |

| Rang | Name                | Punkte |
| ---- | ------------------- | ------ |
| 1.   | Colette Brand       | 860    |
| 2.   | Veronica Brenner    | 852    |
| 3.   | Caroline Olivier    | 808    |
| 4.   | Nikki Stone         | 784    |
| 5.   | Kirstie Marshall    | 772    |
| 6.   | Stacey Blumer       | 744    |
| 7.   | Marie Lindgren      | 704    |
| 8.   | Natalja Orechowa    | 688    |
| 9.   | Liselotte Johansson | 656    |
| 10.  | Karin Kuster        | 632    |

| Rang | Name                     | Punkte |
| ---- | ------------------------ | ------ |
| 1.   | Donna Weinbrecht         | 792    |
| 2.   | Tatjana Mittermayer      | 772    |
| 3.   | Candice Gilg             | 768    |
| 4.   | Minna Karhu              | 704    |
| 5.   | Ann Battelle             | 688    |
| 6.   | Kari Traa                | 588    |
| 7.   | Ljudmila Dymtschenko     | 564    |
| 8.   | Jelisaweta Koschewnikowa | 528    |
| 9.   | Tami Bradley             | 512    |
| 10.  | Sandrine Vaucher         | 508    |

| Rang | Name                 | Punkte |
| ---- | -------------------- | ------ |
| 1.   | Candice Gilg         | 284    |
| 2.   | Donna Weinbrecht     | 280    |
| 3.   | Tatjana Mittermayer  | 220    |
| 4.   | Minna Karhu          | 200    |
| 5.   | Ljudmila Dymtschenko | 180    |
| 6.   | Corinne Bodmer       | 152    |
| 7.   | Sandrine Vaucher     | 148    |
| 8.   | Tae Satoya           | 128    |
| 9.   | Marina Tscherkassowa | 116    |
| 9.   | Gabriele Rauscher    | 116    |
| 9.   | Ann-Marie Pelchat    | 116    |
| 9.   | Josée Charbonneau    | 116    |
| 9.   | Jenny Eidolf         | 116    |

| Rang | Name                  | Punkte |
| ---- | --------------------- | ------ |
| 1.   | Jelena Batalowa       | 692    |
| 2.   | Annika Johansson      | 672    |
| 3.   | Oxana Kuschtschenko   | 644    |
| 4.   | Natalija Rasumowskaja | 632    |
| 5.   | Åsa Magnusson         | 600    |
| 6.   | Raquel Gutiérrez      | 588    |
| 7.   | Katherina Kubenk      | 580    |
| 8.   | Maria Guarnieri       | 536    |
| 9.   | Yukako Tanaka         | 504    |
| 10.  | Lara Rosenbaum        | 476    |

### Podestplätze

#### Moguls
| Datum             | Ort                 | Disz. | 1. Platz            | 2. Platz            | 3. Platz            |
| ----------------- | ------------------- | ----- | ------------------- | ------------------- | ------------------- |
| 10. Dezember 1995 | Tignes              | MO    | Tatjana Mittermayer | Candice Gilg        | Donna Weinbrecht    |
| 16. Dezember 1995 | La Plagne           | MO    | Candice Gilg        | Tatjana Mittermayer | Anne Cattelin       |
| 5. Januar 1996    | Lake Placid         | MO    | Donna Weinbrecht    | Tatjana Mittermayer | Candice Gilg        |
| 13. Januar 1996   | Blackcomb           | MO    | Donna Weinbrecht    | Candice Gilg        | Tatjana Mittermayer |
| 19. Januar 1996   | Breckenridge        | MO    | Donna Weinbrecht    | Candice Gilg        | Kari Traa           |
| 27. Januar 1996   | Mont-Tremblant      | MO    | Minna Karhu         | Tatjana Mittermayer | Candice Gilg        |
| 4. Februar 1996   | Kirchberg           | MO    | Donna Weinbrecht    | Tatjana Mittermayer | Candice Gilg        |
| 14. Februar 1996  | La Clusaz           | MO    | Donna Weinbrecht    | Tatjana Mittermayer | Minna Karhu         |
| 6. März 1996      | Hundfjället         | MO    | Donna Weinbrecht    | Candice Gilg        | Minna Karhu         |
| 15. März 1996     | Zauchensee          | MO    | Donna Weinbrecht    | Tatjana Mittermayer | Candice Gilg        |
| 23. März 1996     | Meiringen-Hasliberg | MO    | Candice Gilg        | Tatjana Mittermayer | Aiko Uemura         |

#### Dual Moguls
| Datum             | Ort         | Disz. | 1. Platz             | 2. Platz            | 3. Platz     |
| ----------------- | ----------- | ----- | -------------------- | ------------------- | ------------ |
| 11. Dezember 1995 | Tignes      | DM    | Ljudmila Dymtschenko | Tatjana Mittermayer | Candice Gilg |
| 15. Februar 1996  | La Clusaz   | DM    | Candice Gilg         | Donna Weinbrecht    | Minna Karhu  |
| 7. März 1996      | Hundfjället | DM    | Donna Weinbrecht     | Candice Gilg        | Tae Satoya   |

#### Aerials
| Datum             | Ort          | Disz. | 1. Platz         | 2. Platz         | 3. Platz         |
| ----------------- | ------------ | ----- | ---------------- | ---------------- | ---------------- |
| 9. Dezember 1995  | Tignes       | AE    | Veronica Brenner | Nikki Stone      | Colette Brand    |
| 15. Dezember 1995 | La Plagne    | AE    | Colette Brand    | Kirstie Marshall | Natalja Orechowa |
| 20. Dezember 1995 | Piancavallo  | AE    | Veronica Brenner | Nikki Stone      | Caroline Olivier |
| 5. Januar 1996    | Lake Placid  | AE    | Veronica Brenner | Stacey Blumer    | Colette Brand    |
| 14. Januar 1996   | Blackcomb    | AE    | Michèle Rohrbach | Stacey Blumer    | Nikki Stone      |
| 20. Januar 1996   | Breckenridge | AE    | Nikki Stone      | Veronica Brenner | Colette Brand    |
| 3. Februar 1996   | Kirchberg    | AE    | Colette Brand    | Nikki Stone      | Kirstie Marshall |
| 10. Februar 1996  | Oberjoch     | AE    | Colette Brand    | Stacey Blumer    | Marie Lindgren   |
| 16. Februar 1996  | La Plagne    | AE    | Colette Brand    | Veronica Brenner | Marie Lindgren   |
| 9. März 1996      | Hundfjället  | AE    | Kirstie Marshall | Caroline Olivier | Michèle Rohrbach |
| 16. März 1996     | Zauchensee   | AE    | Colette Brand    | Stacey Blumer    | Veronica Brenner |

#### Ballett
| Datum             | Ort                 | Disz. | 1. Platz              | 2. Platz              | 3. Platz              |
| ----------------- | ------------------- | ----- | --------------------- | --------------------- | --------------------- |
| 6. Dezember 1995  | Tignes              | AC    | Jelena Batalowa       | Cathy Féchoz          | Annika Johansson      |
| 14. Dezember 1995 | La Plagne           | AC    | Jelena Batalowa       | Cathy Féchoz          | Natalija Rasumowskaja |
| 12. Januar 1996   | Blackcomb           | AC    | Annika Johansson      | Katherina Kubenk      | Oxana Kuschtschenko   |
| 18. Januar 1996   | Breckenridge        | AC    | Natalija Rasumowskaja | Oxana Kuschtschenko   | Raquel Gutiérrez      |
| 26. Januar 1996   | Mont-Tremblant      | AC    | Jelena Batalowa       | Natalija Rasumowskaja | Annika Johansson      |
| 1. Februar 1996   | Kirchberg           | AC    | Annika Johansson      | Oxana Kuschtschenko   | Åsa Magnusson         |
| 10. Februar 1996  | Oberjoch            | AC    | Jelena Batalowa       | Natalija Rasumowskaja | Annika Johansson      |
| 8. März 1996      | Hundfjället         | AC    | Jelena Batalowa       | Natalija Rasumowskaja | Annika Johansson      |
| 16. März 1996     | Zauchensee          | AC    | Annika Johansson      | Oxana Kuschtschenko   | Jelena Batalowa       |
| 22. März 1996     | Meiringen-Hasliberg | AC    | Jelena Batalowa       | Annika Johansson      | Oxana Kuschtschenko   |